# Список академиков НАН Беларуси

Акаде́мики (действи́тельные чле́ны) НАН Беларуси — члены высшей ступени Национальной академии наук Беларуси. Данный статус могут получить учёные, являющиеся гражданами Белоруссии, имеющие академическое учёное звание члена-корреспондента и внесшие большой вклад в развитие науки. Численность действительных членов академии устанавливается Президентом Республики Беларусь и согласно Указу от 3 февраля 2003 года № 56 не может превышать 100 академиков.

## Академики в структуре НАН
Для граждан Белоруссии в НАН предусмотрены две ступени членства: академик и член-корреспондент. Так же было и в существовавшей до 1991 года Академии наук СССР. Для лиц, не имеющих белорусского гражданства, есть возможность стать иностранным членом Академии. Большинство членов НАН работают на руководящих должностях в НИИ и вузах.
Академик пользуется правом решающего голоса на Общем собрании Академии наук и на общем собрании отделения Академии наук, членом которого он является. Академикам полагается пожизненная ежемесячная надбавка к должностному окладу.
Выборы академиков происходят раз в 2-3 года согласно имеющимся вакансиям по специальностям, утверждаемым президиумом Академии наук. Последние выборы состоялись 17 декабря 2021 года.

## Список академиков
Ниже приведён актуальный список академиков НАН Беларуси. Для каждого академика указана дата рождения, дата избрания академиком, специальность, по которой академик был избран и учёная степень.
Всего в списке 79 академиков, в том числе 1 женщина.
| Фамилия, имя отчество               | Дата рождения    | Дата избрания   | Специальность                                                                                      | Степень            | Сноски |
| ----------------------------------- | ---------------- | --------------- | -------------------------------------------------------------------------------------------------- | ------------------ | ------ |
| Абламейко, Сергей Владимирович      | 24 сентября 1956 | 5 июня 2009     | Информационные технологии                                                                          | д. т. н.           |        |
| Агабеков, Владимир Енокович         | 19 января 1940   | 2003            | Физическая химия                                                                                   | д. х. н.           |        |
| Апанасевич, Павел Андреевич         | 14 июля 1929     | 1984            | Теоретическая физика                                                                               | д. ф.-м. н.        |        |
| Бабосов, Евгений Михайлович         | 23 февраля 1931  | 1994            | Философия                                                                                          | д. филос. н.       |        |
| Белецкий, Александр Валентинович    | 14 октября 1957  | 16 ноября 2017  | Травматология и ортопедия                                                                          | д. м. н.           | [ 6 ]  |
| Белый, Александр Владимирович       | 15 мая 1950      | 17 декабря 2021 | Материаловедение                                                                                   | д. т. н.           |        |
| Белый, Владимир Николаевич          | 25 октября 1947  | 17 декабря 2021 | Физика                                                                                             | д. ф.-м. н.        |        |
| Бильдюкевич, Александр Викторович   | 23 июня 1956     | 2014            | Высокомолекулярные соединения                                                                      | д. х. н.           |        |
| Богдевич, Иосиф Михайлович          | 28 августа 1937  | 2003            | Агрохимия                                                                                          | д. с.-х. н.        |        |
| Витязь, Пётр Александрович          | 6 августа 1936   | 1994            | Машиностроение                                                                                     | д. т. н.           |        |
| Войтович, Александр Павлович        | 5 января 1938    | 1996            | Лазерная физика                                                                                    | д. ф.-м. н.        |        |
| Волотовский, Игорь Дмитриевич       | 25 октября 1939  | 1994            | Биофизика                                                                                          | д. б. н.           |        |
| Гапоненко, Сергей Васильевич        | 5 июня 1958      | 2014            | Физика                                                                                             | д. ф.-м. н.        |        |
| Герасимович, Леонид Степанович      | 7 января 1939    | 2003            | Электротехнология и электрооборудование в сельском хозяйстве                                       | д. т. н.           |        |
| Голуб, Иван Антонович               | 30 октября 1950  | 16 ноября 2017  | Агропромышленные технологии                                                                        | д. с.-х. н.        | [ 6 ]  |
| Гриб, Станислав Иванович            | 6 августа 1944   | 2003            | Селекция и семеноводство                                                                           | д. с.-х. н.        |        |
| Гусаков, Владимир Григорьевич       | 12 февраля 1953  | 2003            | Экономика и управление народным хозяйством — агропромышленный комплекс                             | д. э. н.           |        |
| Дайнеко, Алексей Евгеньевич         | 18 июня 1968     | 17 декабря 2021 | Экономика                                                                                          | д. э. н.           |        |
| Жданок, Сергей Александрович        | 20 января 1953   | 2003            | Физика горения и взрыва                                                                            | д. ф.-м. н.        |        |
| Ивашкевич, Олег Анатольевич         | 19 августа 1954  | 5 июня 2009     | Физическая химия                                                                                   | д. х. н.           |        |
| Изобов, Николай Алексеевич          | 23 января 1940   | 1994            | Математика                                                                                         | д. ф.-м. н.        |        |
| Ильющенко, Александр Фёдорович      | 26 мая 1956      | 17 декабря 2021 | Порошковая металлургия                                                                             | д. т. н.           |        |
| Казак, Николай Станиславович        | 29 октября 1945  | 2003            | Оптика                                                                                             | д. ф.-м. н.        |        |
| Килин, Сергей Яковлевич             | 18 мая 1952      | 2014            | Квантовая информатика                                                                              | д. ф.-м. н.        |        |
| Кильчевский, Александр Владимирович | 17 августа 1955  | 16 ноября 2017  | Геномика растений                                                                                  | д. б. н.           | [ 6 ]  |
| Клубович, Владимир Владимирович     | 6 марта 1933     | 1996            | Техническая физика                                                                                 | д. т. н.           |        |
| Ковалёв, Николай Андреевич          | 1 июня 1937      | 2003            | Ветеринарная микробиология, вирусология, эпизоотология, микология с миктоксикологией и иммунология | д. в. н.           |        |
| Коваленя, Александр Александрович   | 14 марта 1946    | 17 декабря 2021 | История Великой Отечественной войны                                                                | д. и. н.           |        |
| Коломиец, Эмилия Ивановна           | 10 февраля 1949  | 17 декабря 2021 | Микробиология                                                                                      | д. б. н.           |        |
| Комаров, Фадей Фадеевич             | 20 августа 1945  | 17 декабря 2021 | Нано- и микроэлектроника                                                                           | д. ф.-м. н.        |        |
| Корзюк, Виктор Иванович             | 4 апреля 1945    | 2014            | Прикладная математика                                                                              | д. ф.-м. н.        |        |
| Красный, Сергей Анатольевич         | 23 сентября 1966 | 17 декабря 2021 | Онкоурология                                                                                       | д. м. н.           |        |
| Крутько, Николай Павлович           | 20 мая 1949      | 5 июня 2009     | Химия и технология минеральных удобрений                                                           | д. х. н.           |        |
| Кулак, Анатолий Иосифович           | 5 сентября 1954  | 17 декабря 2021 | Физическая химия                                                                                   | д. х. н.           |        |
| Лабунов, Владимир Архипович         | 16 марта 1939    | 1986            | Микроэлектроника                                                                                   | д. т. н.           |        |
| Ламан, Николай Афанасьевич          | 1 января 1941    | 2003            | Экспериментальная ботаника                                                                         | д. б. н.           |        |
| Лапа, Виталий Витальевич            | 21 июня 1951     | 2014            | Агрохимия                                                                                          | д. с.-х. н.        |        |
| Ласковнёв, Александр Петрович       | 23 марта 1949    | 2014            | Порошковая металлургия и композиционные материалы                                                  | д. т. н.           |        |
| Лахвич, Фёдор Адамович              | 12 апреля 1945   | 2000            | Органическая химия                                                                                 | д. х. н.           |        |
| Лобанок, Анатолий Георгиевич        | 18 июня 1938     | 1991            | Микробиология                                                                                      | д. б. н.           |        |
| Ловкис, Зенон Валентинович          | 5 октября 1946   | 17 декабря 2021 | Технология производства продуктов питания                                                          | д. т. н.           |        |
| Логинов, Владимир Фёдорович         | 8 марта 1940     | 2000            | География                                                                                          | д. г. н.           |        |
| Локотко, Александр Иванович         | 25 января 1955   | 2014            | Искусствоведение                                                                                   | д. и. н., д.арх.н. |        |
| Лукашанец, Александр Александрович  | 23 ноября 1954   | 16 ноября 2017  | Белорусский язык                                                                                   | д. фил. н.         | [ 6 ]  |
| Лыч, Геннадий Михайлович            | 25 февраля 1935  | 1991            | Экономика                                                                                          | д. э. н.           |        |
| Марукович, Евгений Игнатьевич       | 22 августа 1946  | 5 июня 2009     | Технология металлов                                                                                | д. т. н.           |        |
| Махнач, Анатолий Александрович      | 13 июля 1951     | 2003            | Геология                                                                                           | д. г.-м. н.        |        |
| Михайлов, Анатолий Арсеньевич       | 27 мая 1939      | 1991            | Философия                                                                                          | д. филос. н.       |        |
| Михайлов, Анатолий Николаевич       | 3 ноября 1936    | 2003            | Рентгенология                                                                                      | д. м. н.           |        |
| Михалевич, Александр Александрович  | 20 сентября 1938 | 2000            | Энергетика                                                                                         | д. т. н.           |        |
| Мрочек, Александр Геннадьевич       | 14 мая 1953      | 5 июня 2009     | Кардиология                                                                                        | д. м. н.           |        |
| Мышкин, Николай Константинович      | 12 мая 1948      | 5 июня 2009     | Механика                                                                                           | д. т. н.           |        |
| Никитенко, Пётр Георгиевич          | 2 января 1943    | 2000            | Экономика                                                                                          | д. э. н.           |        |
| Никифоров, Михаил Ефимович          | 21 января 1956   | 2014            | Зоология, биологические ресурсы животного мира                                                     | д. б. н.           |        |
| Олехнович, Николай Михайлович       | 2 мая 1935       | 1996            | Физика твёрдого тела                                                                               | д. ф.-м. н.        |        |
| Орлович, Валентин Антонович         | 2 января 1947    | 2003            | Экспериментальная физика                                                                           | д. ф.-м. н.        |        |
| Островский, Юрий Петрович           | 6 января 1952    | 2014            | Кардиохирургия                                                                                     | д. м. н.           |        |
| Пенязьков, Олег Глебович            | 3 января 1961    | 2014            | Теплофизика                                                                                        | д. ф.-м. н.        |        |
| Пестис, Витольд Казимирович         | 22 февраля 1949  | 17 декабря 2021 | Технология кормов и кормления сельскохозяйственных животных                                        | д. с.-х. н.        |        |
| Платонов, Владимир Петрович         | 1 декабря 1939   | 6 февраля 1972  | Математика                                                                                         | д. ф.-м. н.        |        |
| Поткин, Владимир Иванович           | 19 июля 1953     | 17 декабря 2021 | Химия                                                                                              | д. х. н.           |        |
| Привалов, Фёдор Иванович            | 10 марта 1957    | 17 декабря 2021 | Растениеводство                                                                                    | д. с.-х. н.        |        |
| Прушак, Виктор Яковлевич            | 24 января 1956   | 17 декабря 2021 | Геотехнология и техника геологоразведочных работ                                                   | д. т. н.           |        |
| Решетников, Владимир Николаевич     | 6 января 1938    | 2000            | Физиология и биохимия растений                                                                     | д. б. н.           |        |
| Рубинов, Анатолий Николаевич        | 15 апреля 1939   | 1991            | Лазерная физика                                                                                    | д. ф.-м. н.        |        |
| Руммо, Олег Олегович                | 26 июля 1970     | 17 декабря 2021 | Трансплантация органов                                                                             | д. м. н.           |        |
| Солдатов, Владимир Сергеевич        | 19 мая 1937      | 1984            | Химия                                                                                              | д. х. н.           |        |
| Толкачёв, Виталий Антонович         | 28 июня 1934     | 2000            | Спектроскопия                                                                                      | д. м. н.           |        |
| Третьяк, Станислав Иванович         | 7 декабря 1950   | 17 декабря 2021 | Регенеративная хирургия                                                                            | д. м. н.           |        |
| Усеня, Владимир Владимирович        | 27 августа 1958  | 17 декабря 2021 | Лесоведение                                                                                        | д. с.-х. н.        |        |
| Харин, Юрий Семёнович               | 17 сентября 1949 | 17 декабря 2021 | Информационные технологии                                                                          | д. ф.-м. н.        |        |
| Хрипач, Владимир Александрович      | 2 октября 1949   | 2014            | Биоорганическая химия                                                                              | д. х. н.           |        |
| Хрусталёв, Борис Михайлович         | 21 июля 1947     | 5 июня 2009     | Машиностроение                                                                                     | д. т. н.           |        |
| Цыганов, Александр Риммович         | 15 ноября 1953   | 5 июня 2009     | Агрохимия                                                                                          | д. с.-х. н.        |        |
| Черенкевич, Сергей Николаевич       | 20 июля 1942     | 5 июня 2009     | Биофизика                                                                                          | д. б. н.           |        |
| Чернявский, Александр Фёдорович     | 14 сентября 1938 | 1994            | Информатика                                                                                        | д. т. н.           |        |
| Чижик, Сергей Антонович             | 28 мая 1959      | 2014            | Нанотехнологии                                                                                     | д. т. н.           |        |
| Шейко, Иван Павлович                | 10 февраля 1948  | 2003            | Разведение, селекция, генетика и воспроизводство сельскохозяйственных животных                     | д. с.-х. н.        |        |
| Шкадаревич, Алексей Петрович        | 27 октября 1947  | 2014            | Физика                                                                                             | д. ф.-м. н.        |        |

### Возрастная структура академиков
Наиболее возрастной из ныне живущих действительных членов — физик Павел Андреевич Апанасевич, родившийся 14 июля 1929 года, самый молодой — трансплатолог Олег Олегович Руммо, родившийся 26 июля 1970 года. Наиболее длительным академическим стажем обладает математик Владимир Петрович Платонов: член-корреспондент — с 1969, академик — с 1972 года. Он же стал академиком в самом молодом возрасте (в 32 года). В самом пожилом возрасте стал академиком физик Фадей Фадеевич Комаров (в 76 лет).
Более подробно распределение по возрастам показано на гистограмме: